# Gârcina
Gârcina – wieś w Rumunii, w okręgu Neamț, w gminie Gârcina. W 2011 roku liczyła 2554 mieszkańców.